# Rolf Störmer
Rolf Störmer (* 1907 in Bremerhaven; † 11. Juni 1982 in Juist) war ein deutscher Architekt.

## Biografie
Störmer studierte Architektur an der Technischen Hochschule Hannover und an der Technischen Hochschule Karlsruhe und bestand 1934 seine Prüfung mit dem damals seltenen Prädikat Auszeichnung. Von 1934 bis 1938 war er in einer Bauabteilung der Luftwaffe beschäftigt und seit 1938 im Architekturbüro von Wilhelm Kreis.
Nach dem Zweiten Weltkrieg wirkte er seit 1947 als freischaffender Architekt in Bremen. Er gehörte seit 1947 auch dem Planungsstab der Aufbaugemeinschaft Bremen an. Einer seiner ersten Planungen war das Schuhhaus Lattemann in der Sögestraße. In den 1950er Jahren entstand nach seinen Plänen das Arbeits- und Gesundheitsamt in Vegesack. Für den Norddeutschen Lloyd, aber auch für andere Reedereien, entwarf er die Inneneinrichtungen von Passagierschiffen. Weiterhin plante er Freizeit- und Bäderbauten. Ein Entwurf von Störmer und Frei Otto für eine Zeltdachkonstruktion über der Sögestraße in Bremen wurde 1968 zwar mit dem 1. Preis ausgezeichnet, aber nicht realisiert. 1962 baute er im Schnoor das Haus Störmer, wo sein Atelier und seine Wohnung war.
Der Hamburger Architekt Jan Störmer (* 1942) ist sein Sohn.

## Werke
- Schuhhaus Lattemann, Bremen Sögestraße, 1951[1]
- Arbeits- und Gesundheitsamt Bremen-Nord, 1950
- Radio Bremen, Sendesaal Heinrich-Hertz-Straße, 1952
- Kieferthaus in der Sögestraße, 1954
- Wohnanlage Contrescarpe 105–110, zus. mit Behérycz, 1954/55
- Früheres Bürohaus der Gothaer Versicherungsbank zus. mit Behérycz in Bremen – Mitte beim  Präsident-Kennedy-Platz
- Schnoorviertel: Sanierungen und Neubauten in der Arbeitsgemeinschaft Schnoorviertel seit 1959
  - Haus Störmer, Hinter der Holzpforte 1, 1962
  - Atelierhaus und Katzencafé, Schnoor 38, 1966/68
- Schule an der Butjadinger Straße 21 in Bremen – Woltmershausen, 1960
- Erster Preis im Sögestraßen-Wettbewerb zus. mit Frei Otto und Karl-Heinz Stelling, 1968; das hohe Zeltdach wurde nicht realisiert, jedoch die sonstige Anlage der Fußgängerzone, 1973 (nicht erhalten da inzwischen wieder erneuert).
- Alsterschwimmhalle (Schwimmoper), Hamburg-Hohenfelde, Arbeitsgemeinschaft Horst Niessen und Rolf Störmer (Überarbeitung Walter Neuhäusser), 1973